# Gūrchīn
Gūrchīn (persiska: گگرچین, Gogarchīn, گورچین) är en ort i Iran.   Den ligger i provinsen Östazarbaijan, i den nordvästra delen av landet, 500 km nordväst om huvudstaden Teheran. Gūrchīn ligger 1 680 meter över havet och antalet invånare är 727.
Terrängen runt Gūrchīn är kuperad åt sydväst, men åt nordost är den platt. Gūrchīn ligger nere i en dal.Runt Gūrchīn är det ganska glesbefolkat, med 43 invånare per kvadratkilometer. Närmaste större samhälle är Bostānābād, 9,2 km sydväst om Gūrchīn. Trakten runt Gūrchīn består i huvudsak av gräsmarker.